# اسپرم‌زایی آزمایشگاهی

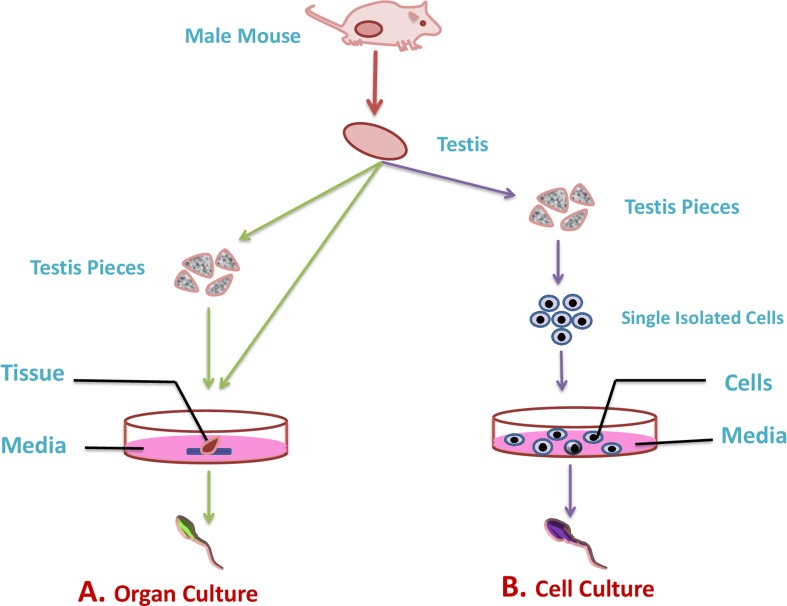
این تصویر تفاوت فرایند بین کشت اندام و کشت سلول را نشان می‌دهد.

اسپرم‌زایی آزمایشگاهی یا اسپرم‌زایی برون‌تنی (به انگلیسی: In vitro spermatogenesis) فرایند ایجاد گامت‌های نر (اسپرماتوزون) در خارج از بدن در یک سیستم کشت است. این فرایند می‌تواند برای حفظ باروری، درمان ناباروری مفید باشد و ممکن است درک اسپرم‌زایی را در سطح سلولی و مولکولی بیشتر کند.
اسپرم‌زایی یک فرایند بسیار پیچیده است و بازسازی مصنوعی آن در شرایط آزمایشگاهی چالش‌برانگیز است. اینها شامل ایجاد یک ریزمحیط مشابه با بیضه و همچنین حمایت از سیگنال‌دهی غدد درون‌ریز و پاراکرین و تضمین بقای سلول‌های جسمی و زاینده از سلول‌های بنیادی اسپرماتوگونیال (SSCs) تا اسپرماتوزوای بالغ است.
روش‌های مختلف کشت را می‌توان در این فرایند به کار برد، مانند کشت‌های سلولی ایزوله، کشت قطعه‌ای و کشت‌های سه‌بعدی